# Kožna pega
Kožne pege so neškodljive rjave lise na koži, najpogosteje na obrazu in rokah mladih ljudi svetle polti. Nastanejo zaradi pretiranega razvoja pigmenta melanina v posameznih skupinah kožnih celic, če so izpostavljene soncu. Ko oseba odrašča ima vedno manj peg.
Preprečevanje nastajanja in širjenja kožnih peg je z izogibanjem soncu ali z zaščitno kremo ali tekočino. Ženske, ki trpijo zaradi peg jih pogosto prekrijejo z ličilom.